# Metin Alakoç
Metin Hızır Alakoç (ur. 26 maja 1942 w Ankarze) – turecki zapaśnik walczący w stylu klasycznym. Dwukrotny olimpijczyk. Piąty w Meksyku 1968 i odpadł w eliminacjach Monachium 1972. Walczył w kategorii 62 – 63 kg.
Czwarty na mistrzostwach świata w 1966 i 1967; szósty w 1971. Mistrz Europy w 1969 i szósty w 1967. Triumfator igrzysk śródziemnomorskich w 1963 i 1967 roku.